# Giuse Vũ Văn Thiên
Giuse Vũ Văn Thiên (sinh ngày 26 tháng 10 năm 1960) là một giám mục Công giáo người Việt. Ông hiện là tổng giám mục của Tổng giáo phận Hà Nội và Phó Chủ tịch Hội đồng Giám mục Việt Nam, nhiệm kỳ 2022–2025. Trên cương vị tổng giám mục Hà Nội, ông cũng là Tổng giám mục trưởng Giáo tỉnh Hà Nội.
Tổng giám mục Vũ Văn Thiên sinh tại Hải Dương, từ nhỏ gia đình đã có ước muốn cho ông theo con đường tu trì. Vì thế, cậu bé Vũ Văn Thiên lần lượt được gia đình cho đi làm giúp lễ và sinh sống tại nhà xứ. Trải qua khoảng thời gian dài tu học, năm 1988, Giuse Vũ Văn Thiên được truyền chức linh mục, trở thành thành viên linh mục đoàn Giáo phận Hải Phòng. Trong thời kỳ làm linh mục, ông được cử đi du học, sau đó trở về làm giáo sư Đại chủng viện.
Năm 2002, Tòa Thánh chọn linh mục trẻ tuổi Giuse Vũ Văn Thiên làm Giám mục Hải Phòng, giám mục đầu tiên xuất thân từ giáo phận này. Lễ tấn phong sau đó diễn ra vào ngày 2 tháng 1 năm 2003. Trong thời kỳ đảm nhận vai trò Giám mục Hải Phòng, giám mục Thiên đã có những đóng góp vào quá trình phát triển của Giáo phận, đặc biệt là các công trình tôn giáo. Năm 2018, Tòa Thánh bổ nhiệm Giám mục Giuse Vũ Văn Thiên làm Tổng giám mục Hà Nội kiêm Giám quản Tông Tòa Hải Phòng.
Trong Hội đồng Giám mục Việt Nam, ông từng đảm nhận vai trò Phó Tổng Thư ký trong hai nhiệm kỳ liên tiếp (nhiệm kỳ 2016–2019 và 2019–2022). Trước đó, ông từng đảm nhận chức chủ tịch Ủy ban Mục vụ Giới trẻ trực thuộc Hội đồng Giám mục Việt Nam (nhiệm kỳ 2007–2010, 2010–2013 và 2013–2016).

## Thân thế, thời kì linh mục
Tổng giám mục Giuse Vũ Văn Thiên sinh ngày 26 tháng 10 năm 1960 tại Giáo xứ Kẻ Sặt, xã Tráng Liệt (nay thuộc thị trấn Kẻ Sặt), huyện Bình Giang, tỉnh Hải Dương, thuộc Địa phận Hải Phòng. Ông là con thứ tư của gia đình 5 người con, gồm hai trai và ba gái. Song thân ông sống bình dân và có mong muốn cho ông bước vào con đường tu tập. Song thân là ông Giuse Vũ Văn Quy và bà Anna Phạm Thị Phấn.
Năm 8 tuổi, Vũ Văn Thiên làm giúp lễ cho linh mục chính xứ Kẻ Sặt là Gioan Kim Nguyễn Quang Mỹ và hai năm sau thì quyết định dọn vào sống trong nhà xứ. Năm 14 tuổi, ông theo linh mục đỡ đầu đến Tòa giám mục. Sau 8 năm giúp việc tại đây, ông được Giám mục Giuse Maria Nguyễn Tùng Cương gửi đi học tại Đại chủng viện Thánh Giuse Hà Nội.
Ngày 23 tháng 9 năm 1982, Vũ Văn Thiên nhập học tại Đại chủng viện Hà Nội. Sau quá trình tu học dài hạn, ngày 24 tháng 1 năm 1988, Phó tế Giuse Thiên, lúc ấy 28 tuổi, tiến đến việc được thụ phong linh mục, là linh mục thuộc linh mục đoàn Giáo phận Hải Phòng. Nghi thức truyền chức linh mục được cử hành bởi Giám mục Giáo phận Hải Phòng Giuse Maria Nguyễn Tùng Cương.
Sau khi được thụ phong, linh mục Thiên được bổ nhiệm làm Thư ký Tòa Giám mục Hải Phòng, sau đó là linh mục Chính xứ Giáo xứ Mỹ Động, và giữ chức nhiệm này đến năm 1994. Sau đó, linh mục Thiên được điều chuyển làm linh mục chính xứ Giáo xứ Đồng Xá, từ 1994 đến 1996. Ông cũng quản nhiệm các giáo xứ Thắng Yên, và Nghĩa Xuyên.
Năm 1996, linh mục Giuse Thiên được cử đi du học tại Paris (Pháp) và học tại đó đến tháng 12 năm 2000. Trở về nước, linh mục Thiên đảm nhiệm vị trí giáo sư thần học tại Đại chủng viện Hà Nội.

## Giám mục

Huy hiệu thời kỳ Giám mục của Giuse Vũ Văn Thiên

Ngày 26 tháng 11 năm 2002, Giáo hoàng Gioan Phaolô II bổ nhiệm linh mục Giuse Vũ Văn Thiên làm Giám mục chính tòa Giáo phận Hải Phòng, kế nhiệm Giám mục Giuse Maria Nguyễn Tùng Cương đã qua đời trước đó khiến Giáo phận này trống tòa trong ba năm. Ông là vị Giám mục chính tòa Giáo phận Hải Phòng đầu tiên xuất thân từ chính giáo phận này. Nhân lực giáo phận khi tân giám mục được bổ nhiệm chỉ khoảng 20 linh mục, các cơ sở tôn giáo như nhà thờ xuống cấp và hệ thống giáo hạt bị xóa sổ sau năm 1954.
Ngày 2 tháng 1 năm 2003, lễ tấn phong Giám mục của ông diễn ra tại khuôn viên Nhà thờ chính tòa Hải Phòng, do Hồng y – Tổng giám mục chính tòa Tổng giáo phận Hà Nội Phaolô Giuse Phạm Đình Tụng chủ phong, và Giám mục Phaolô Nguyễn Văn Hòa, chủ tịch Hội đồng Giám mục Việt Nam – Giám mục chính tòa Giáo phận Nha Trang, Giám mục Phanxicô Xaviê Nguyễn Văn Sang, Giám mục chính tòa Giáo phận Thái Bình phụ phong. Khẩu hiệu giám mục của ông là: "Phục vụ trong niềm vui và hy vọng". Ông cho biết về khẩu hiệu Giám mục của mình, rằng Vui mừng và Hy vọng là hai câu đầu của Hiến chế mục vụ về Giáo hội của công đồng Vatican II. Từ "Phục vụ" ông thêm trước khẩu hiệu là ước mong của cá nhân ông luôn luôn kiên nhẫn và nhìn thấy Thánh ý Chúa. Về huy hiệu Giám mục: Thánh giá biểu tượng Hy vọng, Cây đuốc là biểu tượng Hy sinh phục vụ và nốt son cách điệu là biểu tượng của niềm vui.
Vài ngày sau lễ tấn phong, ngày 5 tháng 1 năm 2003, Tân giám mục Vũ Văn Thiên viết thư ngỏ bày tỏ lòng cám ơn của mình đối với các giám mục, linh mục, tu sĩ và giáo dân trong ngoài nước đã đóng góp vật chất và tinh thần cho buổi lễ tấn phong của mình.
Từ năm 2007 đến năm 2016, giám mục Vũ Văn Thiên kiêm nhiệm thêm vai trò Chủ tịch Ủy ban Mục Vụ Giới Trẻ thuộc Hội đồng Giám mục Việt Nam. Ông là một trong số ba giám mục người Việt tham gia Đại hội Giới trẻ năm 2008 tại Sydney. Hai giám mục còn lại gồm: Giuse Đặng Đức Ngân và Phaolô Bùi Văn Đọc. Ngoài ra còn có giám mục Đa Minh Mai Thanh Lương dẫn đầu đoàn Hoa Kỳ cũng tham gia đại hội. Các giám mục đã chủ sự lễ đồng tế bằng tiếng Việt trong ngày đầu của đại hội, 16 tháng 7 năm 2008.
Tháng 9 năm 2010, Tòa giám mục Hải Phòng gửi văn thư phản đối về việc báo Hải Phòng có bài báo Cuộc chiến chống gián điệp, phản động trong lòng thành phố dùng từ ngữ thiếu văn hóa với cố giám mục Hải Phòng Phêrô Maria Khuất Văn Tạo. Giám mục Vũ Văn Thiên cho biết trong văn bản từ Tòa giám mục nhắc đến ba điểm: bài báo đi ngược chủ trương hòa giải dân tộc, đoàn kết tôn giáo; từ ngữ thiếu văn hóa; thông tin không đúng sự thật lịch sử. Tiếp nhận phản ảnh, phía Công an Hải Phòng, Ủy ban Nhân dân Hải Phòng cho biết họ ngỡ ngàng trước sự việc và sẽ yêu cầu nhà báo, ban biên tập báo Hải Phòng chịu trách nhiệm.
Trong chuỗi các diễn biến phức tạp tại Nhà thờ Thái Hà và Nhà Chung do Tổng giám mục Hà Nội Giuse Ngô Quang Kiệt khởi sự, Giám mục Thiên bày tỏ sự ủng hộ Giáo dân Hà Nội bằng cách đến giáo xứ Thái Hà cầu nguyện. Ông đã có lời phát biểu:Trong tâm tình hiệp thông từ Hải Phòng hôm nay chúng tôi lên tới đây trước nhất để cầu nguyện, để tôn vinh Đức Mẹ, và bầy tỏ tâm tình hiệp thông của giáo phận Hải Phòng đối với giáo xứ Thái Hà và với các Cha Dòng Chúa Cứu Thế. Ngày 19 tháng 9 năm 2008, ông viết thư hiệp thông, trong đó biểu lộ thái độ đồng tình việc Tổng giám mục Kiệt kêu gọi chính quyền các cấp can thiệp để tránh làm xấu đi quan hệ giữa Giáo hội và Nhà nước. Trong thư, ông cũng cho biết luôn cầu nguyện và mong muốn có giải pháp ôn hòa cho vụ việc. Đánh giá về các diễn biến căng thẳng cùng ngày tại Tòa Tổng giám mục Hà Nội và Dòng Mến Thánh giá Hà Nội, giám mục Thiên cho rằng: căng thẳng và đầy bạo lực đe dọa.
Trong vụ cưỡng chế đất ở Tiên Lãng, nhà giáo dân Phêrô Đoàn Văn Vươn bị tháo dỡ. Giám mục Vũ Văn Thiên ra văn thư tuyên bố hiệp thông và kêu gọi cầu nguyện cho gia đình giáo dân này. Hai năm sau khi chính thức nhậm chức, Giám mục Vũ Văn Thiên cho xây dựng Tòa giám mục Hải Phòng cạnh Nhà thờ chính tòa Hải Phòng và năm 2012, xây dựng Tiền Chủng viện Giêrônimô Liêm. Ngoài các công trình này, Trung tâm Mục vụ Giáo phận và Nhà hưu dưỡng linh mục cũng được tiến hành xây dựng.
Từ ngày 22 tháng 7 năm 2013, Giám mục Thiên với tư cách Chủ tịch Ủy ban Giới trẻ, đã dẫn đầu đoàn Việt Nam tham dự Đại hội Giới trẻ Thế giới tổ chức tại Brazil. Phái đoàn giới trẻ Việt Nam gồm 3 giám mục, ngoài giám mục Thiên còn có giám mục Micae Hoàng Đức Oanh – giám mục chính tòa Giáo phận Kon Tum và giám mục Giáo phận Vinh Phaolô Nguyễn Thái Hợp. Ngoài 3 giám mục, đoàn còn có 24 thành viên, trong đó có 14 linh mục và 10 giáo dân.
Tháng 10 năm 2016, Hội đồng Giám mục Việt Nam bầu ban thường vụ mới, Giám mục Giuse Vũ Văn Thiên được chọn làm Phó Tổng thư kí trong nhiệm kì 2016 – 2019. Ông cho rằng Giới trẻ là tương lai Giáo hội, đôi khi lại bị quên lãng và không được quan tâm, ông mong muốn quy tụ và chỉ bảo họ các giá trị sống trong xã hội hôm nay.

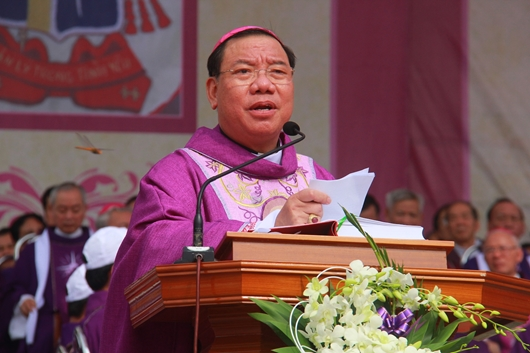
Giám mục Vũ Văn Thiên tại lễ an táng cố GM Nguyễn Văn Sang.

Sau 15 năm coi sóc giáo phận Hải Phòng, giám mục Vũ Văn Thiên đã phát triển số lượng linh mục cũng như giáo xứ, với số linh mục từ 20 lên 82, số giáo xứ từ 62 nâng lên 92, các hội tu, dòng tu phát triển. Giám mục Thiên cũng quyết định thành lập rồi chia tách 3 giáo hạt thành 6 giáo hạt. Ông mời gọi các dòng tu Công giáo về sinh hoạt tại giáo phận và các dòng này đã đến theo lời đề nghị để hỗ trợ những nơi xa xôi và khó khăn. Ông cũng có mối quan hệ tốt với những người lương dân, người khó khăn, nghèo khổ và cũng có mối tương quan hài hòa với chính quyền các cấp. Ngoài ra, Giám mục Giuse Thiên cũng là người quyết định nâng cấp các cơ sở giáo phận, khởi đầu là Tòa Giám mục, Tiền chủng viện thánh Giêrônimô Liêm, Trung tâm mục vụ và nhà hưu dưỡng Đồng Giới, và gần đây là công trình tái thiết Đền Thánh Hải Dương. Sau khi kết thúc nhiệm vụ sứ vụ tại Hải Phòng, ông cho rằng ước mong có hàng giáo sĩ không những giỏi chuyên môn mà còn có thể tham gia các lĩnh vực xã hội như: Caritas, mục vụ giới trẻ và truyền giáo,... là ước mơ ông chưa thực hiện được trong thời gian làm Giám mục Hải Phòng.
Sau khi rời khỏi vai trò Giám mục chính tòa Hải Phòng, Ban Kiến thiết Xây dựng Đền thánh Hải Dương công bố thông tin các khoản quyên góp được Giám mục Vũ Văn Thiên đi vận động trong các năm từ 2006 đến năm 2018. Tổng cộng, trong 16 lần vận động, Giám mục Thiên đã vận động được số tiền 398.485 đô la Mỹ, 	18.400 euro, 100 bảng Anh và 443.860.000 đồng. Trong 16 năm quản nhiệm tại Hải Phòng, ông đã truyền chức cho 65 linh mục và số linh mục này chiếm phần lớn trong linh mục đoàn giáo phận gồm 88 linh mục tính đến tháng 12 năm 2018.
Đầu tháng 12 năm 2018, Tổng giám mục Vũ Văn Thiên chủ sự lễ từ biệt giáo phận Hải Phòng.

## Tổng giám mục

### Bổ nhiệm và chúc mừng
Ngày 17 tháng 11 năm 2018, Tòa Thánh loan báo tin chấp thuận đơn từ nhiệm của Hồng y Phêrô Nguyễn Văn Nhơn, Tổng Giám mục Tổng Giáo phận Hà Nội, đồng thời bổ nhiệm Giám mục Giuse Vũ Văn Thiên làm Tổng giám mục kế vị. Ông cũng kiêm Giám quản Tông Tòa Giáo phận Hải Phòng, chờ ngày bổ nhiệm Giám mục chính tòa mới cho giáo phận này. Trong văn thư của Tòa Giám mục Hải Phòng cùng ngày, Tân Tổng giám mục Thiên cho biết ông bất ngờ với bổ nhiệm này từ Giáo hoàng Phanxicô.
Trước ngày bổ nhiệm, một số tin "hành lang" cũng đã đưa ra dự đoán Giám mục Giuse Vũ Văn Thiên sẽ được chọn làm người kế nhiệm Hồng y Nhơn tại Hà Nội. Việc này cũng được chính Tổng giám mục Thiên thừa nhận trong cuộc phỏng vấn với báo Công giáo và Dân tộc thực hiện ngay sau đó. Khi được Đại diện Tòa Thánh loan báo Giáo hoàng đã quyết định chọn mình làm Tổng giám mục Hà Nội, ông đã nói:"Tôi rất hạnh phúc khi ở giáo phận Hải Phòng chúng tôi. Nhưng nếu Tòa Thánh muốn chuyển tôi đi nơi khác, tôi xin vui lòng vâng theo".
Nhận được tin tức bổ nhiệm, Tân Tổng giám mục Thiên đã cử hành thánh lễ tạ ơn vào sáng ngày 18 tháng 11 năm 2018 tại Nhà thờ chính tòa Giáo phận Hải Phòng. Sau lễ, nhiều đoàn thể, cá nhân đã đến gặp tân Tổng giám mục để chúc mừng. Cùng ngày, Chủ tịch Hội đồng Giám mục Việt Nam Giuse Nguyễn Chí Linh ra văn thư đại diện loan báo cho giáo dân biết tin bổ nhiệm Tổng giám mục Hà Nội và kêu gọi cầu nguyện cho lễ nhậm chức Tổng giám mục Hà Nội của Tổng giám mục Thiên.

### Thăm viếng
Sáng ngày 19 tháng 11, phái đoàn các linh mục Tổng giáo phận Hà Nội đã đến chào thăm tân Tổng giám mục của giáo phận. Tiếp đoàn, Tổng giám mục Thiên cũng chia sẻ suy nghĩ ông rằng khi tiếp quản Tổng giáo phận Hà Nội, với vị thế ở thủ đô quốc gia và nhiều việc hệ trọng, ông lo lắng về việc sẽ gặp nhiều thách đố mới. Đáp lại chuyến viếng thăm, ngày 20 tháng 11, Tổng giám mục Vũ Văn Thiên dẫn đầu phái đoàn đến chào thăm Tòa Giám mục Hà Nội. Đón Tân Tổng giám mục có vị tiền nhiệm của ông là Hồng y Nguyễn Văn Nhơn, giám mục phụ tá Lôrensô Chu Văn Minh cùng một số linh mục. Tại cuộc gặp này, hai bên trao đổi về tình hình mục vụ Tổng giáo phận Hà Nội cũng như việc bàn giao Tổng giáo phận trong lễ nhậm chức của Tân Tổng giám mục Thiên. Hồng y Nhơn bày tỏ sự vui mừng khi Tòa Thánh bổ nhiệm giám mục Thiên làm người kế vị cũng như tin tưởng bàn giao lại Tổng giáo phận Hà Nội cho vị này.

### Nhậm chức
Nhằm chia tay Giáo phận Hải Phòng, ông cử hành lễ tạ ơn vào ngày 4 tháng 12 năm 2018.
Chiều ngày 16 tháng 12, Tổng giáo phận Hà Nội cử hành nghi thức đón Tân Tổng giám mục Thiên tại Nhà thờ chính tòa Hà Nội vào lúc 17 giờ 45. Trước sự đón tiếp của vì tiền nhiệm là Hồng y Nguyễn Văn Nhơn, giám mục Lôrensô Chu Văn Minh cùng đông đảo linh mục, tu sĩ và giáo dân thuộc Tổng giáo phận Hà Nội và Giáo phận Hải Phòng, Tân Tổng giám mục Thiên cảm thấy xúc động. Ông cho rằng sự đón tiếp là biểu hiện của tình yêu mến, tình hiệp thông và sự kỳ vọng của mọi người đối với ông. Trước đó, một phái đoàn Tổng giáo phận này đến Tòa Giám mục Hải Phòng đón tân Tổng giám mục gồm có Giám mục phụ ta Chu Văn Minh, các linh mục trong Ban tư vấn, các linh mục quản hạt, đại diện các dòng tu và một số giáo dân. Sau hành trình dài hai giờ, họ đến Nhà thờ chính tòa Hà Nội. Sau nghi thức đón tiếp ngắn gọn, Tân Tổng giám mục về ở tại Tòa Tổng giám mục Hà Nội.
Sáng ngày 17 tháng 12, Ủy ban nhân dân thành phố Hà Nội do Chủ tịch Nguyễn Đức Chung đến chúc mừng Tân Tổng giám mục Hà Nội đồng thời gửi lời chúc giáng sinh của thành phố đến linh mục, tu sĩ giáo dân Tổng giáo phận. Tổng giám mục Thiên bày tỏ sự cảm kích với sự quan tâm của chính quyền. Ông cũng khẳng định tiếp nối công việc của các vị tiền nhiệm, đảm bảo hoạt động nằm trong khuôn khổ pháp luật và mong Công giáo góp phần vào quá trình phát triển của Hà Nội. Ngoài ra, Tổng giám mục Thiên cũng cho biết ông cảm thấy vinh dự vì đã trở thành công dân thủ đô. Tổng Giám mục Thiên cũng mong đợi trong quá trình quản lý giáo phận được sự quan tâm hỗ trợ từ chính quyền Hà Nội.
Tối ngày 17 tháng 12, Tân Tổng giám mục Hà Nội cử hành nghi thức tuyên xưng đức tin và trung thành với Giáo hội Công giáo Rôma, lời tuyên thệ được tuyên bố bằng tiếng Pháp. Việc tuyên xưng đức tin này có sự chứng kiến của Hồng y Nhơn, Tổng giám mục Đại diện không thường trú tại Việt Nam Marek Zalewski, hai giám mục đến từ Hoa Kỳ là Giám mục gốc Việt Tôma Nguyễn Thái Thành, giám mục phụ tá Giáo phận Orange và giám mục chính tòa Giáo phận này Kevin Vann, ngoài ra, còn có 14 giám mục khác từ các giáo phận tại Việt Nam.
Nghi thức tuyên xưng đức tin và tuyên thệ nhận tòa giám mục đã tiến hành vào chiều ngày 17 tháng 12 và thánh lễ nhậm chức của Tổng giám mục Vũ Văn Thiên được cử hành tại Nhà thờ chính tòa Hà Nội vào ngày 18 tháng 12 năm 2018, lúc 10 giờ sáng. Phái đoàn Tòa Thánh tham gia phiên họp chung lần thứ 7 với chính quyền Việt Nam cũng thông báo rằng họ sẽ tham dự lễ nhậm chức này. Tham dự lễ nhận tòa của ông có đông đảo giám mục từ nhiều giáo phận thuộc 3 giáo tỉnh, linh mục, tu sĩ và giáo dân.
Nhân dịp nhận chức vụ mới tại Hà Nội, Tổng giám mục Thiên đến chào thăm Ban Tôn giáo Chính phủ Việt Nam. Tiếp ông có ông Vũ Chiến Thắng, Trưởng ban Tôn giáo Chính phủ.

### Những thay đổi và mục vụ năm đầu nhiệm kỳ

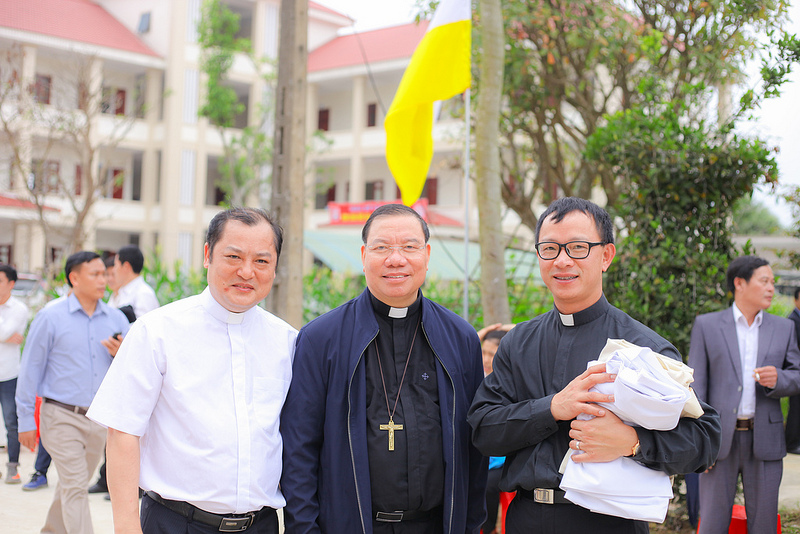
TGM Vũ Văn Thiên (giữa) tại lễ Thiết lập Giáo phận Hà Tĩnh

Khi được hỏi về tranh chấp đất đai khi Tổng giáo phận Hà Nội gửi đơn kiến nghị bày tỏ không đồng tình việc thi công tại khu đất của Tổng giáo phận Hà Nội, xưa là trường Dũng Lạc (hai lần vào ngày 7 tháng 11 và 15 tháng 11 năm 2018) với thời gian phỏng vấn chỉ sau một ngày nhậm chức Tổng giám mục Hà Nội, Tổng giám mục Thiên cho biết, ông chưa nắm rõ sự tình do vừa nhậm chức chính thức. Ông cũng cho biết, với tư cách là lãnh đạo giáo phận, ông sẽ tìm cách bảo vệ tài sản Giáo hội, vì đó là nhu cầu cấp thiết. Được chất vấn đề việc xin lại các cơ sở Nhà nước đã mượn nhưng không được chấp thuận, Tổng giám mục Thiên cho biết, ông nhiều lần kiến nghị với chính quyền và mong muốn được sự cảm thông của Nhà nước và chính quyền với nhu cầu của Giáo hội.
Nhân dịp Tết Nguyên Đán năm 2019, Vũ Văn Thiên viết Thư Chúc Xuân gửi đến giáo dân, giáo sĩ, tu sĩ Tổng giáo phận Hà Nội. Trong thư, ông cho biết sau khi nhậm chức chính thức đã có dịp đến thăm một số giáo xứ, tiếp xúc với các linh mục và giáo dân và được họ đón tiếp nồng hậu. Tổng giám mục Hà Nội cho rằng để có thể điều hành Tổng giáo phận, ông cần mọi người, nhất là các linh mục cộng tác và cầu nguyện và bày tỏ sự mong đợi có thể xây dựng Tổng giáo phận Hà Nội thành một gia đình yêu thương và phát triển để giới thiệu Thiên Chúa cho xã hội. Ông cũng kêu gọi mọi người hỗ trợ những hoàn cảnh khó khăn, đau yếu để có một xuân thêm phần ý nghĩa.
Trong khoảng thời gian từ ngày 4 và ngày 5 tháng 3 năm 2019, các linh mục hiện đang đảm nhận các công việc mục vụ trong Tổng Giáo phận Hà Nội về Nhà Chung với mục đích triển khai công tác của Giáo phận và tĩnh tâm định kỳ. Tổng giám mục Vũ Văn Thiên đưa ra các tiêu chí và nhờ linh mục đoàn bầu chọn cho ông một vị trong số họ để bổ nhiệm chức danh Tổng Đại diện. Kết quả cuối cùng, Tổng giám mục Vũ Văn Thiên bổ nhiệm linh mục Antôn Nguyễn Văn Thắng (sinh năm 1970) làm Tổng Đại diện Tổng giáo phận. Sáng ngày 9 tháng 3, Vũ Văn Thiên chủ sự nghi thức tuyên xưng và nhận chức vụ của linh mục Thắng tại Nhà nguyện Fatima, trong khuôn viên Tòa Tổng giám mục Hà Nội.
Ngày 14 tháng 4 năm 2019, Vũ Văn Thiên tham gia Đại hội Giới Trẻ mùa Chay năm 2019 của Tổng giáo phận Hà Nội. Tại đây, ông có bài phát biểu về chủ đề đại hội: Đức Ki-tô là ai? Đầu tháng 5 năm 2019, Tổng giám mục Vũ Văn Thiên gửi thư đến giáo dân Tổng giáo phận Hà Nội với chủ đề kêu gọi mọi người cầu nguyện cho những người theo con đường tu trì cho Tổng giáo phận Hà Nội và cộng tác công việc đào tạo giáo sĩ tại Đại Chủng viện. Trong thư, ông nhắc lại vấn đề đào tạo chủng sinh là trách nhiệm chung của mỗi giáo dân. Vũ Văn Thiên cũng nhắc đến truyền thống đóng góp, quyên góp cho việc đào tại chủng sinh vào ngày Chúa nhật thứ IV mùa Phục Sinh đã có truyền thống nhiều năm để hỗ trợ cho việc đào tạo nhân sự. Nói đến ước muốn tu trì, Vũ Văn Thiên nhấn mạnh ý định đến từ Thiên Chúa nhưng có khởi đầu từ gia đình và chịu ảnh hưởng bởi linh mục chính xứ cũng như cộng đoàn giáo xứ. Chính vì vậy, ông yêu cầu các phụ huynh cũng như các linh mục quản xứ lưu ý hỗ trợ các trẻ em có ý định tu trì.
Ngày 1 tháng 6 năm 2019, Tổng giám mục Vũ Văn Thiên tham gia lễ bế giảng Khoa Thần học tại Đại chủng viện Thánh Giuse Hà Nội. Nhân dịp này, ông cũng chính thức bổ nhiệm Ban giám đốc mới của Đại chủng viện. Cụ thể, linh mục Brunô Phạm Bá Quế làm Giám đốc và linh mục Giuse Nguyễn Văn Diễm làm phó Giám đốc. Cũng kể từ tháng 6, quyết định thành lập 10 giáo xứ và 4 giáo họ trong địa bàn Tổng giáo phận Hà Nội chính thức có hiệu lực, quyết định này được Tổng giám mục Thiên ấn ký ngày 25 tháng 5 năm 2019.
Tổng giáo phận Hà Nội, với sự chứng kiến của Tổng giám mục Vũ Văn Thiên cho chuyển di cốt của linh mục Gioan Lasan Nguyễn Văn Vinh đặt dưới chân bàn thờ thánh Antôn tại Nhà thờ Lớn Hà Nội vào ngày 2 tháng 6 năm 2019. Một ngày sau đó, Tòa Tổng giám mục Hà Nội công bố văn thư của Tổng giám mục Thiên, trong nội dung đề cập đến việc bổ nhiệm các chức vụ quan trọng trong Tổng giáo phận là các linh mục Đặc trách và các linh mục Quản hạt.
Ngày 21 tháng 6 năm 2019, giám mục Vũ Văn Thiên tuyên bố bổ nhiệm ban tư vấn Tổng giáo phận, gồm 9 linh mục: linh mục Tổng đại diện Nguyễn Văn Thắng, Tôma Aquinô Nguyễn Xuân Thủy, Tổng Quản lý, Bruno Phạm Bá Quế, Giám đốc Đại Chủng viện và các linh mục quản hạt. Hai ngày sau đó, ông cử hành nghi thức làm phép Trung tâm Hành hương Nhà thờ Lớn Hà Nội, cơ sở này dùng để đón tiếp khách hành hương đến với ngôi nhà thờ này.
Chiều ngày 23 tháng 6, Tổng giám mục Vũ Văn Thiên khởi hành đến Rôma nhận dây pallium dành riêng cho các Tổng giám mục đô thành từ tay giáo hoàng. Tháp tùng có linh mục thư ký Gioan Nguyễn Văn Toàn. Trước khi đến Rôma, ông đến Pháp để hành hương tại Lisieur – quê hương Têrêxa Hài Đồng Giêsu, một vị thánh Công giáo và địa điểm Bà Maria hiện hình tại Lộ Đức. Ông chính thức đặt chân đến Roma tối ngày 27 tháng 6. Trong ngày 28, tổng giám mục Thiên gặp gỡ Hồng y Tổng trưởng truyền giáo Fernando Filoni và ngoại trưởng Tòa Thánh, tổng giám mục Paul Gallagher. Cùng ngày, ông nhận lời phỏng vấn của phóng viên ban Việt ngữ hãng Thông tấn Vatican (Vatican News).
Vào lúc 9 giờ 30 giờ Rôma (14 giờ 30 giờ Việt Nam), lễ trao dây Pallium cho các tân Tổng giám mục được cử hành, trong số này có tổng giám mục Vũ Văn Thiên. Lễ này được trực tiếp thông qua ứng dụng YouTube, đi kèm thuyết minh tiếng Việt do hãng Thông tấn Vatican và tiếp sóng tại webisite Tổng giáo phận Hà Nội (tgphanoi.org). Cùng theo đoàn Việt Nam có một số linh mục và nhiều đoàn giáo dân hành hương cũng tham dự lễ này.
Trong cuộc phỏng vấn dành riêng cho hãng thông tấn Vatican News trong dịp đến Rôma nhận dây Pallium, Vũ Văn Thiên cho biết cảm xúc bồi hồi và xúc động khi đến Rôma. Nói về vấn đề mục vụ giới trẻ Công giáo, tổng giám mục Hà Nội cho biết ông thao thức về việc giữ đạo cho những người trẻ lên thành phố, giới thiệu Công giáo cho những người trẻ ngoài tôn giáo. Ông cho rằng sự tham gia của giới trẻ trong truyền giáo còn hạn chế. Nói về Thư gửi Cộng đồng Dân Chúa về một số lưu ý trong đời sống đức tin, tổng giám mục Thiên cho rằng những hiện tượng đạo đức bình dân, gây hoang mang cho người Công giáo và những người ngoài Công giáo hiểu nhầm. Ông đánh giá thư hướng dẫn này kịp thời và thiết yếu vì những hiện tượng gây bức xúc, hoang mang và hiểu lầm trong giáo dân. Nói về việc kiêm nhiệm chức Giám quản Giáo phận Hải Phòng và thông tin về vị tân giám mục giáo phận Hải Phòng, tổng giám mục Thiên cho rằng đây là một công việc vất vả khi phải chăm sóc mục vụ cho hai giáo phận, đi lại giữa Hải Phòng và Hà Nội trong vòng 2 giờ trên cung đường 100 km. Tổng giám mục Thiên cho biết đã xin Đại diện Tòa Thánh và Tòa Thánh sớm lo liệu cho giáo phận Hải Phòng có tân giám mục và bày tỏ sự hy vọng việc này nhanh chóng xúc tiến để hoạt động tôn giáo tại hai giáo phận tiến đến ổn định. Tổng giám mục Thiên cho rằng thời gian tới sẽ sớm có giám mục, nhưng không thể chia sẻ vì chưa biết chính thức thời gian việc bổ nhiệm được ấn định.
Sau chuyến đi nhận dây Pallium, Tổng giám mục Vũ Văn Thiên có chuyến viếng thăm Hoa Kỳ và châu Âu. Trong khoảng thời gian này, ông viếng thăm giáo phận Orange – là giáo phận "kết nghĩa" với Tổng giáo phận Hà Nội. Trong khoảng thời gian này, ông tham dự Thánh lễ Khánh thành nhà thờ chính tòa mới của Giáo phận Orange vào ngày 17 tháng 7. Ông tham dự buổi "gặp mặt của Hội Bảo trợ Đại Chủng Viện Thánh Giuse Hà Nội" vào ngày 22 tháng 7. Trong suốt chuyến đi từ châu Âu đến Hoa Kỳ, Tổng giám mục Thiên gặp gỡ các linh mục, chủng sinh và các nữ tu đang du học và các giáo dân tại hải ngoại.
Nghi lễ trao dây Pallium tại địa phương cho Tổng giám mục Vũ Văn Thiên được ấn định tổ chức vào sáng ngày 6 tháng 8 năm 2019 tại Nhà thờ Lớn Hà Nội. Các giám mục cai quản các giáo phận trong giáo tỉnh Hà Nội tham gia nghi thức trao dây này, bày tỏ sự hiệp thông và tình huynh đệ với Tổng giám mục Trưởng giáo tỉnh. Nghi thức trao dây do Đại diện Tòa Thánh không thường trú tại Việt Nam Marek Zalewski chủ sự.
Sáng ngày 31 tháng 8 năm 2019, Tổng giám mục Thiên chủ sự lễ tại Nhà thờ Lớn Hà Nội cho cộng đoàn Công giáo mới thành lập tại Tổng giáo phận Hà Nội là Cộng đoàn Doanh nhân Công giáo. Ông cho rằng sự thành lập cộng đoàn nhằm sửa quan niệm cũ là người Công giáo quê mùa, ít học và nghèo khổ. Ông muốn cho thấy người Công giáo cũng thành đạt và đóng góp cho xã hội.
Tòa Tổng giám mục Hà Nội quyết định thành lập một Văn phòng Đọc sách và Văn phòng Thiếu nhi. Riêng Phòng đọc sách đặt ngay cổng vào Tòa Tổng giám mục. Tổng giám mục Vũ Văn Thiên đã cử hành nghi thức làm phép hai cơ sở mới này vào ngày 3 tháng 9 năm 2019. Ngày 4 tháng 9, ông gửi thư đến các học sinh, sinh viên Công giáo nhân dịp năm học mới. Trong thư, vị tổng giám mục Hà Nội đề cập đến việc các sinh viên và học sinh cần nhận ra Thiên Chúa trong môi trường giáo dục. Ông cho rằng bệnh thành tích đã làm nền giáo dục Việt Nam xuống dốc gây nên nhiều hệ lụy mà nổi bật là sự gian dối. Tổng giám mục Thiên khêu gọi sinh viên và học sinh Công giáo sống ngay thẳng và tôn trọng tiếng nói của lương tâm. Tổng giám mục Vũ Văn Thiên còn kêu gọi thoát khỏi các thú vui vô bổ, các đam mê không lành mạnh và những tính toán lợi lộc, đồng thời phát triển tinh thần cầu nguyện và bác ái, lấy tình yêu thương và nối kết mọi người. Giữa thư, ông cũng kêu gọi quan tâm đến vấn đề bảo vệ môi trường, ông cho rằng cần từ chối các vật dụng chưa thực sự có ích và chọn các vật dụng có thể sử dụng lâu bền và có ích. Vị tổng giám mục Hà Nội cho rằng các sinh viên và học sinh Công giáo có thể sống xanh, sống thẳng như cây tre Việt ngay trong thời đại của mình.
Đầu tháng 9 năm 2019, trong phiên tĩnh tâm linh mục mỗi 2 tháng một lần, Tổng giám mục Vũ Văn Thiên thông báo di dời Khoa Triết của Đại chủng viện Thánh Giuse Hà Nội]] ra khỏi khuôn viên Tòa Tổng Giám mục Hà Nội. Ý định này được Ban Tư vấn tán đồng 100%. Ngoài ra, ông cũng công bố chương trình mục vụ cho Tổng Giáo phận trong 3 năm: 2020 đến 2022 với chủ đề lần lượt là Nên thánh, Hiệp thông và Truyền giáo. Ngày 6 tháng 9 năm 2019, Tổng giám mục Vũ Văn Thiên gửi thư đến các tầng lớp tín hữu Công giáo khác nhau nhằm trình bày thực trạng khó khăn tại miền Trung Việt Nam, nhất là các tỉnh Nghệ An, Hà Tĩnh và Quảng Bình gặp phải tình trạng mưa nhiều khiến mực nước dâng cao, cuốn trôi tài sản và gây lụ lụt nghiêm trọng. Ông kêu gọi thực hiện truyền thống tương thân tương ái, hỗ trợ giúp đỡ các nạn nhân lụ lụt. Việc quyên góp từ các giáo xứ là số tiền quyên góp vào một lễ tại mỗi nhà thờ thuộc Tổng giáo phận vào sáng ngày 8 tháng 9. Tổng giám mục Vũ Văn Thiên đã đại diện các thành phần giáo dân Tổng giáo phận gửi số tiền quyên góp được đến giáo phận Hà Tĩnh là 500.000.000 đồng. Tòa giám mục Hà Tĩnh có văn bản xác nhận và cảm ơn ngày 11 tháng 9. Ngoài ra, Tổng giám mục Vũ Văn Thiên cũng đại diện gửi số tiền ủng hộ của giáo dân Giáo phận Hải Phòng cho giáo phận Hà Tĩnh. Số tiền ủng hộ được công bố là 300.000.000 đồng. Tòa giám mục Hà Tĩnh có văn bản xác nhận và cảm ơn ngày 13 tháng 9.
Từ ngày 18 đến ngày 23 tháng 9 năm 2019, Tổng giám mục Vũ Văn Thiên tham dự Tuần lễ Hành hương Các thánh Tử đạo tại Tổng Giáo phận Seoul, Hàn Quốc. Tháp tùng ông là linh mục chánh văn phòng Tòa Tổng giám mục Anphongso Phạm Hùng, và linh mục chính xứ Sở Kiện Antôn Trần Quang Tiến. Từ ngày 30 tháng 9 đến ngày 4 tháng 10, ông tham gia Đại hội Hội đồng Giám mục Việt Nam XIV tại Hải Phòng. Với tư cách giám mục nơi đăng cai đại hội, ông đã đón tiếp các đoàn giám mục khác tham gia kỳ họp vào chiều ngày 30 tháng 9. Ông cũng có buổi trả lời phỏng vấn về nội dung đại hội giám mục.
Các giám mục Việt Nam từ 27 giáo phận họp Đại hội XIV Hội đồng Giám mục Việt Nam tại trung tâm Mục vụ Giáo phận Hải Phòng vào cuối tháng 9 và đầu tháng 10 năm 2019. Trong khuôn khổ đại hội, các giám mục đã sắp xếp và bầu chọn nhân sự trong hội đồng. Kết quả, các giám mục tiếp tục chọn Tổng giám mục Vũ Văn Thiên làm Phó Tổng thư ký Hội đồng Giám mục trong nhiệm kỳ 2019 – 2022.
Ngày 5 tháng 12 năm 2019, Tổng giám mục Vũ Văn Thiên viết thư mục vụ Giáng sinh gửi giáo dân Tổng giáo phận Hà Nội. Thư có nội dung chính là bối cảnh tín hữu đang chuẩn bị mừng lễ giáng sinh, sự khiêm nhường của Thiên Chúa trong cảnh giáng sinh, Chúa Giêsu mang bản tính nhân loại, Thánh Gia là nơi khởi đầu hành trình làm người của Thiên Chúa. Thư cũng triển khai các chủ đề năm mục vụ 2020 của Hội đồng Giám mục Việt Nam: Đồng hành với người trẻ hướng tới sự trưởng thành toàn diện và chủ đề của riêng Tổng giáo phận Hà Nội là Nên Thánh. Nói về giới trẻ đang có nhiều người mất niềm tin, lạc hướng và lệch chuẩn trong suy nghĩ và ứng xử., Tổng giám mục Thiên hy vọng với sự quan tâm của các linh mục, phụ huynh và các giáo xứ sẽ hỗ trợ các người trẻ trưởng thành trở thành người có ích cho xã hội và Giáo hội Công giáo. Ngày 24 tháng 12, Tổng giám mục Thiên dùng bữa với 73 người vô gia cư tập trung ở các khu vực và nội đô Hà Nội.

### Mục vụ từ năm 2020
Với tình hình dịch Covid-19, Tổng giám mục Vũ Văn Thiên gửi thông báo đến Giáo sĩ và giáo dân Tổng giáo phận vào ngày 16 tháng 2 năm 2020. Trong thư, Tổng giám mục Thiên đề nghị phổ biến Kinh Xin Ơn Chữa Lành, tổ chức nghi thức Chầu Thánh Thể, lần hạt Mân Côi,... tại các giáo xứ để cầu nguyện cho tình hình dịch bệnh. Tổng giám mục Thiên cũng đề nghị các linh mục Tổng giáo phận cử hành và sinh hoạt mục vụ cách thận trọng: nghi thức rước lễ trên tay, dùng khẩu trang, miễn trừ luật lễ buộc, hạn chế tập trung đông người để phòng tránh lây lan dịch bệnh. Sau thông báo đầu tiên, ngày 9 tháng 3 năm 2020, Tổng giám mục Vũ Văn Thiên gửi thư mục vụ số hai về tình hình dịch bệnh. Trong thư, tổng giám mục loan tin đình chỉ các sinh hoạt mục vụ cho thiếu nhi và việc dạy và học giáo lý, cho phép cử hành nghi thức bí tích Hòa Giải theo cách tập thể và một số điều chỉnh mục vụ Công giáo trong Tuần Thánh. Sau khi tiếp thu từ những người có trách nhiệm, Tổng giám mục Vũ Văn Thiên công bố thư Mục vụ số 3 về tình hình dịch bệnh vào ngày 27 tháng 3, trong đó yêu cầu các linh mục chỉ cử hành lễ với số người tham dự rất ít, khuyến khích giáo dân xem lễ trực tuyến và cầu nguyện riêng trong các nhà thờ được mở cửa. Về cử hành các nghi lễ Tuần Thánh, ông cho biết sẽ quyết định sau. Nói về tình hình dịch bệnh, Tổng Giám mục Vũ Văn Thiên đánh giá thế giới nhìn chung và giáo hội Công giáo đang trải qua thử thách đau thương và ông bà tỏ sự đau buồn khi phải cắt giảm vả đình chỉ các sinh hoạt mục vụ Công giáo. Ngày 2 tháng 4 năm 2020, Tổng giám mục Vũ Văn Thiên ký văn thư số 4 về tình hình dịch bệnh để quy định các quy tắc mục vụ tại Tổng giáo phận Hà Nội trong Tuần Thánh năm 2020.
Trả lời phỏng vấn đài Vatican News tiếng Việt trong bối cảnh Việt Nam có khoảng 40 ca dương tính với Covid-19, Tổng giám mục Vũ Văn Thiên cho rằng người Công giáo cần cầu nguyện với Thiên Chúa, không hoảng loạn, chủ quan và kỳ thị với những bệnh nhân. Ông kêu gọi bình tĩnh, thể hiện lòng bác ái và tinh thần trách nhiệm với xã hội thông qua tham gia các hoạt động phòng tránh dịch bệnh. Ông cho biết khi nhận được tin các sinh hoạt tôn giáo tại châu Âu, Rôma, bị đình trệ, ông rất buồn và đánh giá đây là ảnh hưởng tiêu cực của dịch bệnh. Ông loan tin các sinh hoạt tôn giáo tại Tổng giáo phận Hà Nội và Giáo phận Hải Phòng vẫn hoạt động bình thường, chỉ trừ một số sinh hoạt đã bị hoãn. Ông cho rằng đây là dịp nhận ra bản chất con người mỏng manh và đầy giới hạn và cần sám hối, trở về với Thiên Chúa. Nói về suy tư cá nhân, Tổng giám mục Thiên cho rằng dịch bệnh không phải là sự trừng phạt của Thiên Chúa. Tổng giám mục Thiên cho rằng với sự phá hoại công trình sáng tạo của Thiên Chúa, nhiều khi do con người nên các đại họa.
Trong kỳ Đại hội Hội đồng Giám mục Việt Nam XV tại Hà Nội kéo dài từ ngày 3 đến ngày 7 tháng 10 năm 2022, các giám mục Việt Nam bầu chọn Tổng giám mục Vũ Văn Thiên đảm nhận chức Phó Chủ tịch Hội đồng Giám mục Việt Nam nhiệm kỳ 2022–2025.
Trong bài viết Does Pope Francis need a new batch of cardinals? (tạm dịch: Liệu Giáo hoàng Phanxicô cần một nhóm hồng y mới?), xuất bản tháng 8 năm 2024, Tổng giám mục Vũ Văn Thiên được nhắc đến là một ứng viên tiềm năng cho tước vị hồng y. Bài báo cũng nhắc đến việc người tiền nhiệm của Tổng giám mục Thiên, Tổng giám mục Nhơn, được thăng tước vào năm 2014, và từ mốc thời gian này, Tòa Thánh đã tiến hành [nâng cấp] quan hệ ngoại giao với Việt Nam.

## Tông truyền
Tổng giám mục Giuse Vũ Văn Thiên được tấn phong giám mục năm 2003, thời Giáo hoàng Gioan Phaolô II, bởi:
- Chủ phong: Hồng y, Tổng giám mục Tổng giáo phận Hà Nội Phaolô Giuse Phạm Đình Tụng.
- Hai vị phụ phong: Giám mục chính tòa Giáo phận Nha Trang Phaolô Nguyễn Văn Hòa, Chủ tịch Hội đồng Giám mục Việt Nam và Giám mục chính tòa Giáo phận Thái Bình Phanxicô Xaviê Nguyễn Văn Sang.

Tổng giám mục Giuse Vũ Văn Thiên là Giám mục Chủ phong cho giám mục:
- Năm 2024, Giám mục Giuse Vũ Công Viện, hiện đang là Giám mục phụ tá Tổng giáo phận Hà Nội

Tổng giám mục Giuse Vũ Văn Thiên là Giám mục Phụ phong cho các giám mục:
- Năm 2007, Giám mục Giuse Đặng Đức Ngân, hiện đang là Tổng giám mục Tổng giáo phận Huế
- Năm 2008, Giám mục Cosma Hoàng Văn Đạt, hiện là nguyên Giám mục chính tòa Giáo phận Bắc Ninh.
- Năm 2021, giám mục Giuse Đỗ Quang Khang, hiện đang là Giám mục chính tòa Giáo phận Bắc Ninh.

Dưới đây là sơ đồ tính Tông truyền từ giám mục Việt Nam đầu tiên được giám mục ngoại quốc chủ phong cho đến đời Tổng giám mục Vũ Văn Thiên.

## Nhận định
Trong bài viết 16 năm, một hành trình đăng trên trang mạng điện tử Báo Công giáo và Dân tộc, tác giả Hùng Luân – Mai Lan nhận định về Tổng giám mục Vũ Văn Thiên:
| “ | Suốt 16 năm, trong toàn địa phận Hải Phòng không một xứ đạo, giáo họ nào mà ngài không từng đến, ít cũng vài lần. Dù có nơi chỉ ghé ban Bí tích Thêm Sức hay thăm mục vụ ngắn ngủi nhưng Đức cha vẫn chiếm trọn tình cảm của bà con. Với tâm niệm "phục vụ trong niềm vui và hy vọng", vị chủ chăn đầu tiên xuất thân từ giáo phận đã thay đổi diện mạo của xứ sở quê mình. Tất cả, như ngài nói, là để "trả món nợ tình yêu". | ” |